# 오스카르 베르너

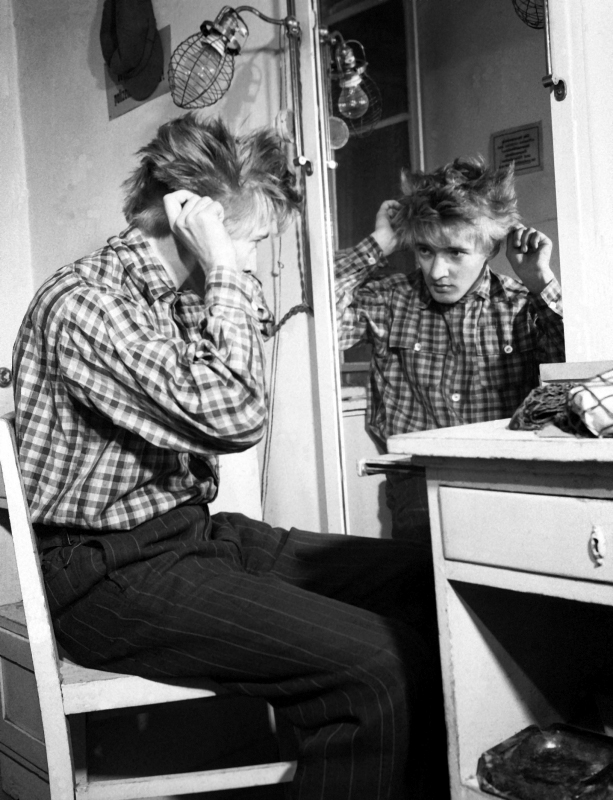

오스카르 베르너(Oskar Josef Bschließmayer, 1922년 11월 13일 ~ 1984년 10월 23일)는 오스트리아의 배우, 영화 감독, 각본가이다.
빈에서 태어났으며 마르부르크에서 사망하였다. 사인은 심근 경색이다. 리히텐슈타인에 매장되었다.

## 영화
- 누벨바그의 추억 (2010, Deux de la vague)
- 세인트 루이스호의 대학살 (1976년)
- 슈즈 오브 더 피셔먼 (1968년)
- 화씨 451 (1966년) - 몬태그 역
- 바보들의 배 (1965년)
- 추운 곳에서 온 스파이 (1965년)
- 쥴 앤 짐 (1961년) - 쥴 역
- 롤라 몽테스 (1955년)
- 반역 (1951년)